# 武田信昌
武田 信昌（たけだ のぶまさ）は、室町時代後期から戦国時代前期の武将、守護大名（戦国大名）。甲斐守護。甲斐源氏第16代当主。武田氏13代当主。武田信玄の曾祖父。
第15代当主武田信守（弥三郎）の子。正室は河内領主穴山信介の娘（兄弟に穴山信懸）。子に信縄、油川信恵、葛山信国、岩手縄美、松尾信賢、帰雲軒宗存、娘（小笠原清宗妻）など。『寺記』によれば諸角昌清（虎定）と山梨県甲斐市竜王の有富山慈照寺開山の真翁宗見は庶子であるとされるが、真翁宗見に関しては武蔵国の岡部氏の出自であるため、誤伝であることが指摘される。通称は五郎、落合殿。官位は刑部大輔、従五位下。

## 生涯
父の早世により、康正元年（1455年）に幼くして家督を継ぐ。父も若年での相続だったこともあり、信昌期の武田氏は守護代の跡部明海（駿河守）・景家（上野介）父子の専横を許していた。
長禄元年（1457年）には小河原合戦、馬場合戦において一門の吉田氏や岩崎氏らを失い（『一蓮寺過去帳』）、寛正5年（1464年）に明海が死去すると、翌年には信濃諏訪領主諏訪信満の援助を受け夕狩沢合戦において明海の子の景家を撃破し、小田野城で景家を自害させる。これにより跡部氏は排斥したが、甲斐国内では有力国衆の台頭や対外勢力の侵入に悩まされた。寛正6年（1465年）に室町幕府の指令で今川義忠と共に関東出陣を命じられたが、信昌がこれに従ったかは不明（享徳の乱）。
文明4年（1472年）、信濃佐久郡の国人大井政朝が甲斐八代郡へ侵攻してきたため、花鳥山（山梨県笛吹市）で合戦を行った（『勝山記』）。後に信昌は大井氏の弱体化を見て逆に佐久郡へ侵攻したが、同じく佐久に侵攻していた村上氏のためにこれを阻まれた。『勝山記』などによると、信昌期に飢饉や疫病の蔓延、一揆の発生などの記事が散見している。こうした中、延徳2年（1490年）には穴山氏・大井氏（武田大井氏）が合戦（『王代記』）を始めるなど、穴山氏、大井氏、今井氏、小山田氏といった国内の有力者が自立の動きを見せるようになる。
明応元年（1492年）に長男の信縄に家督を譲って隠居した。矢坪（山梨市矢坪）の永昌院を創建して菩提寺としている。また「落合御前」と呼ばれていることから（「武田信縄書状」（『向獄寺文書』）、万力郷落合に館を構えていたと考えられている。
しかし、家督を信縄に譲ったにもかかわらず、信昌は次男の油川信恵への家督相続を望み、信昌・信恵方と信縄の内輪揉めが双方を支持する甲斐有力国衆・対外勢力との争いに発展し、甲斐は内乱状態になったという。明応7年（1498年）に一度和睦し、伊豆の伊勢盛時の介入に対抗したが、盛時の脅威が去ると再度信縄と抗争した。信縄との抗争の最中、永正2年（1505年）に59歳で死去。法名は永昌院殿傑山勝公大禅定門（『甲斐国志』に拠る）。
信昌は長期にわたり国主の立場にあり、国人勢力や対外勢力を撃退し、後代の譜代家臣層のなかに「昌」の偏諱を持つものが多いことから甲斐の国内統一を進展させたと評される一方で、晩年には国内を二分する内乱を招き、武田氏の戦国大名としての飛躍を果たすことができなかった。この内乱は永正5年（1508年）に孫の武田信虎が信恵を討ち取るまで続く。
子息のうち帰雲軒宗存（きうんけん そうぞん）は、『武田源氏一統系図』によれば信昌の子とされる。生没年不詳で、出家した事実のみが知られる。なお、甲府市上曽根に所在する曹洞宗寺院の竜華院の四世住職には大用宗存がいるが、大用宗存は大和国高市郡出身で竜華院住職のほか末寺である三星院（中央市木原）の中興となった人物で、帰雲軒宗存とは別人であることが指摘される。